# Дік Гарретт
Елдо «Дік» Гарретт (англ. Eldo "Dick" Garrett, нар. 31 січня 1947, Сентралія, Іллінойс, США) — американський професіональний баскетболіст, що грав на позиції атакувального захисника за декілька команд НБА.

## Ігрова кар'єра
На університетському рівні грав за команду Південний Іллінойс (1966–1969). 
1969 року був обраний у другому раунді драфту НБА під загальним 27-м номером командою «Лос-Анджелес Лейкерс». Професійну кар'єру розпочав 1969 року виступами за тих же «Лос-Анджелес Лейкерс», захищав кольори команди з Лос-Анджелеса протягом одного сезону. По завершенню сезону був включений до першої збірної новачків НБА.
З 1970 по 1973 рік грав у складі «Баффало Брейвз».
Частину 1973 року виступав у складі «Нью-Йорк Нікс».
Останньою ж командою в кар'єрі гравця стала «Мілвокі Бакс», до складу якої він приєднався 1973 року і за яку відіграв один сезон.

## Особисте життя
Після закінчення спортивної кар'єри працював представником Miller Brewing Company. Згодом — охоронець на матчах «Мілвокі».
Один з його синів, Діанте Гарретт виступав за такі команди як «Фінікс Санз» та «Юта Джаз». Інший син, Деймон, грав на аматорському рівні. Мав також дочку Джермію, яка померла внаслідок приступу астми.